# Carlos García (Boxer)

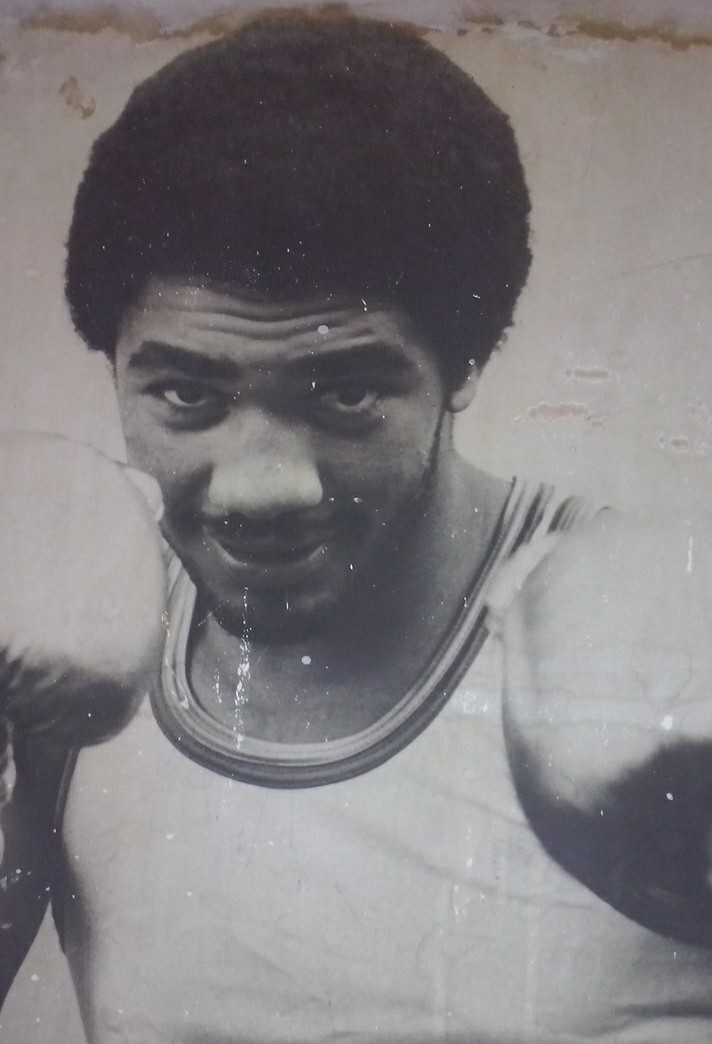
Carlos García, 1982

Carlos García (* 1963 als Carlos García Rodríguez in Kuba) ist ein ehemaliger kubanischer Amateurboxer im Halbweltergewicht. Mit dem Gewinn der Goldmedaille bei den Weltmeisterschaften im Jahre 1982 in München konnte García seinen größten Erfolg als Boxer verbuchen. 
Dabei bezwang er in seinem ersten Kampf Wassili Schischow, im Achtelfinale den US-Amerikaner Henry Hughes, im Viertelfinale den Rumänen Mircea Fulger, im Halbfinale Mirko Puzović und im Finale den Südkoreaner Kim Dong-kil mit 5:0 nach Punkten.